# Maratá
Maratá é um município brasileiro do estado do Rio Grande do Sul.
Foi colonizado por imigrantes alemães na metade do século XIX. São traços marcantes do município a forte cultura germânica ainda presente e sua produção agropecuária.

## História
A colonização de município iniciou em 1857, quando imigrantes alemães e filhos destes, em sua maioria já estabelecidos em cidades e vilarejos vizinhos no Vale do Caí, se instalam em uma área de terras contendo 120 lotes, compradas por uma associação de colonos alemães, onde hoje se situa a localidade de São Pedro do Maratá, como a passar dos anos a sede do vilarejo passou a ser as margens do Arroio Maratá, por conta de sua navegabilidade, o que foi importante para o transporte da produção agrícola e agropecuária, motivos que posteriormente foram contemplados com a rede férrea, inaugurada em 1909, que ligava Porto Alegre a Caxias do Sul, linha que atravessava o município e que foi utilizada até o início da década de 1980, do último século.
A principal força econômica da cidade nos seus primeiros anos era a agricultura. Para escoar a rica produção regional chegou a ser implantado por Andréas Kochenborger um serviço de navegação até Porto Alegre, partindo do arroio Maratá e passando pelo rio caí, mas acredita-se que esta navegação era feita somente próxima ao rio caí pois o arroio Maratá não é navegável em sua extensão rio Caí. A ferrovia São Leopoldo - Caxias do Sul, finalizada em 1906, foi de grande importância para a localidade, pois a estação implantada no povoado tornou-se um centro de escoamento da produção agrícola da região. Junto com isso veio também o desenvolvimento cultural e educacional, com a notável participação da família Rücker.
Nos anos 1970 a via férrea foi desativada e a cidade passou por um período de estagnação que só foi revertido com o início do processo de emancipação. Em 20 de março de 1992, Maratá se desligou de Brochier e foi criado o novo município.

## Geografia
Localiza-se a uma latitude 29º32'56" sul e a uma longitude 51º33'14" oeste, estando a uma altitude de 30 metros.
Possui uma área de 86,324 km² e sua população estimada em 2004 era de 2 540 habitantes.

### Demografia
A composição étnica da população de Maratá é dividida entre alemães (96% da população), e outras etnias (6%). A expectativa de vida ao nascer é de 75,5 anos, a densidade demográfica é de 32,2 hab/km² e o colégio eleitoral conta com 2145 votantes.
| Total | Urbana | Rural |
| 2443  | 1636   | 807   |

## Economia
A agropecuária é a responsável pela maior parte da produção econômica municipal, com uma fatia de 45% do PIB. Em segundo lugar vem a indústria com cerca de 28%, essa porcentagem é praticamente a mesma do ramo de comércio e serviços, que é de aproximadamente 27% do PIB municipal.
As principais atividades agropecuárias são a criação de frangos e suínos, seguidos pela silvicultura (acácia-negra e eucalipto) e citricultura (laranjas e bergamotas), destacando-se ainda a produção de leite.
O setor industrial é representado principalmente pela Jacob, fabricante da marca Kildare, que emprega atualmente 470 funcionários. Ela representa mais de 90% de toda a arrecadação do setor industrial na cidade. O restante vem do Atelier Maratá, carvoarias, e pequenas indústrias instaladas no município.
A cidade conta com uma incubadora empresarial, um prédio com 375 metros quadrados onde estão instaladas duas empresas. Na mesma área, estão em fase de conclusão as obras de mais dois pavilhões, um de 375 metros quadrados e outro de 200 metros quadrados. Os espaços servirão para atrair novos investimentos.

### Turismo

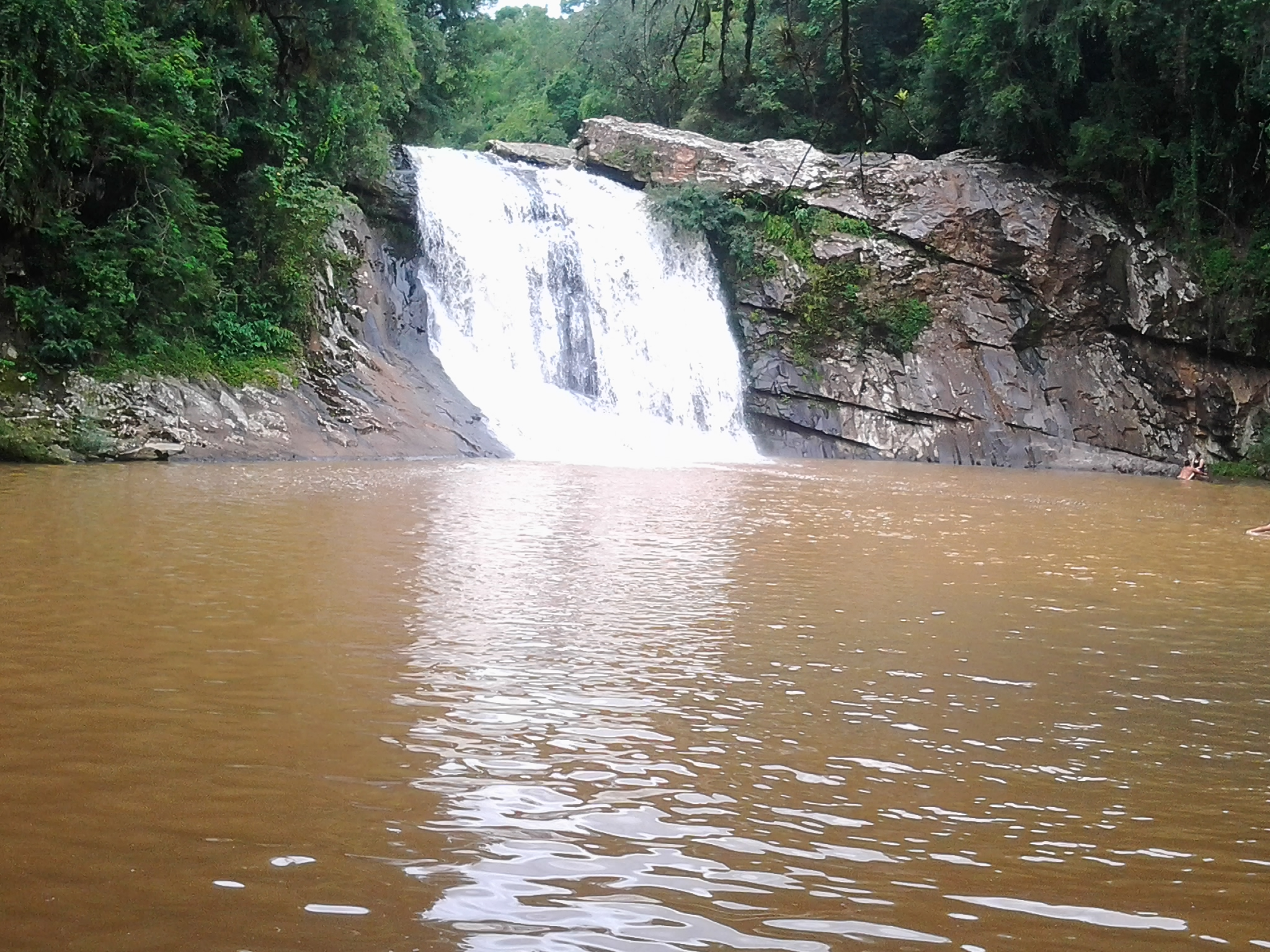
A Cascata de Maratá em dezembro de 2012.

### Principais pontos turísticos
- Parque Cascata de Maratá: localizado a 1,5 km do centro da cidade, possui uma cachoeira com aproximadamente 10 metros de altura onde o banho é proibido.
- Parque Cascata Vitória: é uma segunda mais alta cascata da região, com aproximadamente 25 metros de altura. Uma pequena hidrelétrica já funcionou no local, idealizada pelos Irmãos Ko Freitag, cujo pai Antônio Ko Freitag foi o primeiro morador da sede do município em 1885. Além da própria cachoeira, existem outras atrações, como a ponte pênsil sobre o arroio, praças infantis e feiras de artesanato na temporada de verão.
- Cascata de Uricana: é a mais inexplorada da região, distante 4 quilômetros da sede do município.
- Parque da Oktoberfest: abrange uma área de 38 000 m² e é onde se realiza a Oktoberfest.
- Morro Ibiticã: morro de pedra localizado ao lado da cidade, acessível por uma trilha de 300 metros que leva a seu topo. É ótimo para escaladas e existe uma antiga gruta utilizada por índios na sua encosta (na realidade o morro tomou esta forma porque era uma pedreira da onde eram retiradas lajes e pedras de grês).

### Eventos
- Oktoberfest: é realizada a cada dois anos, sendo a maior expressão das tradições alemãs no local. A festa é animada pela presença de bandinhas características, chope em metro, gastronomia germânica, mostra de artesanato e exposições agropecuárias.
- Kerbs: é uma festa tipicamente da colônia alemã, cuja origem vem das festas realizadas nas igrejas de acordo com o dia do santo padroeiro local. As comemorações iniciam-se no sábado e só terminam na terça-feira.
- Semana do município: nessa semana são realizadas gincanas coloniais e outras atividades com a participação aberta a todos.
- Natal no Parque: todo ano, na véspera de natal, há uma confraternização realizada no parque municipal da oktoberfest e a cidade ilumina-se para receber o papai noel, que, para alegria das crianças, realmente aparece.
- Baile das sociedades de canto: é um encontro realizado anualmente para promover a integração entre diversos grupos corais.
- Encontros folclóricos alemães: reuniões promovidas pelo grupo "Vollerschwung" para resgatar e valorizar a cultura alemã. Participam também grupos de outras regiões representando diversas etnias.